# Mavra
Mavra è un'opera buffa in un atto composta da Igor' Fëdorovič Stravinskij fra il 1921 e il 1922. Il libretto è di Boris Kochno tratto dalla novella in versi La casetta di Kolomna di Puškin. Il lavoro è dedicato alla memoria di Puškin, Glinka e Čajkovskij. L'opera segna la fine del periodo russo del musicista e preannuncia, per alcuni aspetti, alcuni elementi della sua poetica neoclassica.

## Storia
Nella primavera del 1921 Stravinskij si trovava a Londra per l'esecuzione di alcuni suoi lavori; qui, all'Hotel Savoy dove soggiornava, ebbe l'idea, insieme all'impresario teatrale Djagilev, di scrivere una piccola opera che avesse la funzione di prologo alla ripresa de La bella addormentata di Čajkovskij. Stravinskij scelse come soggetto del suo nuovo lavoro La casetta di Kolomna di Puškin, ritenendola, per l'argomento, adatta ad un'opera buffa e chiese a Boris Kochno, collaboratore di Diagilev, di redigere il libretto. Dopo essersi dedicato alla trascrizione per pianoforte di tre movimenti da Petruška, Stravinskij iniziò a comporre Mavra ad Auglet vicino a Biarritz man mano che Kochno gli inviava le parti scritte; nell'autunno il musicista si dedicò alla riorchestrazione della Bella addormentata, riprendendo il lavoro su Mavra nell'inverno e terminandolo l'anno seguente il 9 marzo.
L'opera fu eseguita una prima volta in forma di concerto con l'autore al pianoforte, per accompagnare i cantanti, in una serata organizzata da Djagilev. La prima rappresentazione avvenne invece il 3 giugno 1922 all'Opéra di Parigi messa in scena dai Balletti russi con la regia di Bronislava Nijinska e la direzione di Grzegorz Fitelberg; il soprano Oda Slobodskaya interpretò Parasha, Zoïa Rosowska la madre e il tenore Stefan Belina-Skupevsky Vassili. Mavra fu rappresentata insieme a Renard, ma l'inserimento delle due brevi opere in mezzo ad altre altamente spettacolari, fece sì che non vennero quasi notate; se a questo si aggiunge il fatto che i cantanti non riuscirono a seguire le indicazioni coreografiche della Nijinska, si può ben comprendere come la rappresentazione venisse male accolta dal pubblico e condannata dalla critica. Ciò provocò un grande sconforto in Stravinskij poiché egli teneva particolarmente a questo suo lavoro, ritenendolo una svolta importante nell'evoluzione del suo pensiero musicale.

## Trama
La storia è molto semplice e ricalca abbastanza fedelmente il testo di Puškin.
Una vecchia signora e sua figlia Parasha vivono a Kolomna, all'epoca sobborgo di San Pietroburgo (realmente esistente). Il sipario si alza sul salotto di una famiglia borghese, dove la figlia Parasha sta ricamando ed intona l'Aria di Parasha in cui viene espressa la sua tristezza perché è da più di una settimana che non vede il suo amato Vassili. Chiede anche all'uccellino di smettere di cantare perché il suo canto le provoca grande nostalgia. Vassili si affaccia alla finestra e risponde con la canzone gitana dell'ussaro dai toni fortemente allegri. Egli infatti si vanta di aver trascorso tutta la notte a far baldoria provocando, in questo modo, la gelosia di Parasha. Inizia un litigio amoroso tra i due, ma l'ussaro si mostra troppo seducente e la fanciulla non può far altro che perdonarlo, trasformando così il litigio in un duetto d'amore. Entra poi in scena la madre che si lamenta poiché è senza serva, dato che la loro cuoca Fyokla è morta da poco, manda allora Parasha a cercarne una nuova mentre si mette a chiacchierare con la Vicina iniziando un duetto in cui si lamentano entrambe dei tempi difficili e di quanto sia impegnativo trovare una nuova serva. La figlia torna a casa con una ragazza grande e grossa, Mavra, in realtà il soldato Vassili travestito da donna. La madre non si accorge del travestimento e la assume, contenta della fortuna avuta. Inizia allora un quartetto tra la Madre, Mavra, Parasha e la Vicina nel quale vengono cantate le lodi della cuoca scomparsa. La vicina poi si congeda e la madre va al piano di sopra a prepararsi per uscire. Rimasti soli, Parasha e Mavra iniziano un duetto nel quale cantano la loro futura felicità visto che adesso potranno stare per sempre insieme e vivere sotto lo stesso tetto. Parasha e la madre escono per andare in città e decidono di tornare all'improvviso per scoprire se la nuova cuoca sia affidabile o meno e la trovano nell'atto tipicamente maschile di radersi. Questo crea grande scompiglio in casa, con la madre che sviene e la figlia che invoca invano il nome del suo amato il quale fugge dalla finestra mentre si cala il sipario.

## Struttura dell'opera
- Ouverture
- 1. Aria di Paraša
- 2. Canzone gitana dell'ussaro
- 3. Dialogo (la Madre e Paraša)
- 4. Aria della Madre
- 5. Dialogo (la Madre e la Vicina)
- 6. Duetto (la Madre e la Vicina)
- 7. Dialogo (la Madre, la Vicina, Mavra e Paraša)
- 8. Quartetto (la Madre, la Vicina, Mavra e Paraša)
- 9. Dialogo (la Madre, la Vicina, Mavra e Paraša)
- 10. Duetto (Paraša e Mavra)
- 11. Dialogo (la Madre, Mavra e Paraša)
- 12. Aria di Mavra
- 13. Coda (la Madre, la Vicina, Mavra e Paraša)

## Analisi
L'aver scelto come soggetto una novella di Puskin e l'aver dedicato l'opera a Puskin stesso, Glinka e Čajkovskij, sono fatti indicativi di una spiccata presa di posizione da parte del compositore nei confronti della linea musicale seguita dal Gruppo dei Cinque, basata essenzialmente su di un voluto nazionalismo di maniera. Per Stravinskij Puskin era il grande rappresentante della poesia russa che era anche riuscito ad accogliere nella sua arte la grande ricchezza dell'occidente, così come Glinka e Čajkovskij erano riusciti ad esprimere nelle proprie opere un nazionalismo spontaneo, autentico, allineandosi però alla tradizione occidentale, italiana e francese. Come dice lo stesso Stravinskij  "Mavra è čajkovskijana sia per il periodo sia per lo stile..., ma la dedica a Čajkovskij era anche un gesto propagandistico. Volevo mostrare una Russia diversa ai miei colleghi non russi, specialmente a quelli francesi, i quali erano, a mio parere, saturi dell'orientalismo da ente turistico". Mavra è un puro divertissement in cui diversi materiali sonori derivanti da motivi russi e tzigani si alternano a valzer e ragtime, tutto uniformato dall'ironia stravinskijana. Lo schema musicale consiste in diversi pezzi chiusi, separati da brevissimi passaggi di dialogo che non rendono più necessario l'uso del recitativo. Le parti vocali fanno riferimento al bel canto, particolarmente alle sue forme più convenzionali; il "gioco" di Stravinskij si evidenzia proprio nel contrasto ottenuto tra la linea melodica delle voci e le sonorità dell'orchestra composta soprattutto da strumenti a fiato; l'autore, privilegiando clarinetti e trombe ed escludendo strumenti dal suono più morbido come flauti e oboi, riesce ad ottenere un effetto comico dalla contrapposizione. Mavra è una vera e propria "musica oggettiva" e nel suo anti-sentimentalismo presenta una scrittura neoclassica, disincantata e lontana da ogni collocazione realistica; in questo il finale che non "chiude" la vicenda è significativo. Nell'Opera buffa italiana si intuisce sempre quale sarà la conclusione della vicenda amorosa dei protagonisti; in Mavra questo "non finale" lasciò molto sconcerto e, malgrado le molte richieste, Stravinskij si rifiutò di cambiarlo.

## Differenze tra Mavra e La Casetta a Kolomna
In linea generale la trama corrisponde a quanto scritto nel testo di Puškin, ma, ovviamente, per questioni sceniche, si sono dovuti effettuare dei cambiamenti. Kochno ha cercato di mantenere intatti i dialoghi, ma per arricchire la trama ne ha dovuti aggiungere altri. Dei 40 versi della Casetta a Kolomna, infatti, solo 26 contengono materiale pertinente alla trama, gli altri si perdono in riflessioni teoriche su varie questioni di tecnica poetica.
La prima differenza si trova nell'incipit stesso di Mavra. Nell'opera di Stravinskij il personaggio di Vassili viene introdotto sin dall'inizio, in maniera tale che, quando egli si fosse presentato sotto le vesti di Mavra, il pubblico sarebbe stato subito in grado di riconoscerlo. Ne La Casetta a Kolomna, invece, il lettore solo alla fine viene conoscenza della relazione tra Parasha e l'ussaro e solo perché è l'autore stesso che lo induce a pensare in questo modo.
Un'altra differenza risiede nelle abilità della cuoca morta. In Mavra vengono tessute le sue lodi, ne La Casetta a Kolomna Puškin non fa menzione della bravura della serva. Anzi, afferma che è solo il gatto a sentire la sua mancanza. Ironicamente Stravinskij cita questo passo quando nel Quartetto si cantano le virtù della cuoca scomparsa e si può udire come sottofondo il miagolio del gatto.
Infine, anche gli altri protagonisti, come la Vicina, presentano differenze. Nel testo di Puškin questi improbabili personaggi, dal punto di vista sociale, si presentano alienati. È come se essi vivessero in un mondo a parte in cui esistono solo loro; ad esempio in Stravinskij la Vicina riveste proprio il ruolo di contorno sociale, cosa che permette di estrapolarla dal vuoto che circonda tutti gli altri ed osservarli in tal modo integrati in un contesto ambientale più definito.

## Organico orchestrale
Tre ottavini, due cornette, due clarinetti, clarinetto piccolo, quattro fagotti, quattro corni, quattro trombe, tre tromboni, basso tuba, timpani, archi.